# Station Nagahoribashi
Station Nagahoribashi (長堀橋駅, Nagahoribashi-eki) is een metrostation in de wijk Chūō-ku in de Japanse stad Osaka. Het wordt aangedaan door de Sakaisuji-lijn en de Nagahori Tsurumi-ryokuchi-lijn. Beide lijnen hebben een eilandperron. Doordat de lijnen elkaar kruisen hebben zij elk hun eigen perrons. Het station is door middel van de ondergrondse winkelpassage Crysta Nagahori verbonden met het station Shinsaibashi. Door deze verbinding is het mogelijk vanaf dit station naar station Yotsubashi te lopen; een wandeling van bijna een kilometer.

## Lijnen

### Sakaisuji-lijn(stationsnummer K16)
| 1 | ■Sakaisuji-lijn | richting Nippombashi, Dobutsuen-mae en Tengachaya          |
| 2 | ■Sakaisuji-lijn | richting Kitahama, Tenjimbashisuji Rokuchōme en Kita-Senri |

### Nagahori Tsurumi-ryokuchi-lijn(stationsnummer N16)
| 1 | ■Nagahori Tsurumi-ryokuchi-lijn | richting Morinomiya, Kyōbashi en Kadoma-Minami |
| 2 | ■Nagahori Tsurumi-ryokuchi-lijn | richting Shinsaibashi en Taishō                |

## Geschiedenis
Het station werd in 1969 geopend aan de Sakaisuji-lijn. In 1996 kreeg de Nagahori Tsurumi-ryokuchi-lijn een halte aan dit station.

## Overig openbaar vervoer
Bussen 85 en 105

## Stationsomgeving
- Crysta Nagahori
- Shimanoue-bibliotheek
- Autoweg 301
- Ark Hotel Osaka
- Chisun Hotel Shinsaibashi
- 7-Eleven
- Lawson

Tenjimbashisuji Rokuchōme · Ōgimachi · Minami-Morimachi · Kitahama · Sakaisuji-Hommachi · Nagahoribashi ·  Nippombashi · Ebisuchō · Dōbutsuen-mae · Tengachaya
Taishō · Dome-mae Chiyozaki · Nishi-Nagahori · Nishiōhashi · Shinsaibashi · Nagahoribashi · Matsuyamachi · Tanimachi Rokuchōme · Tamatsukuri · Morinomiya · Osaka Business Park · Kyōbashi · Gamō Yonchōme · Imafuku-Tsurumi · Yokozutsumi · Tsurumi-Ryokuchi · Kadoma-Minami